# Шерон Тейлор
Шерон Тейлор (англ. Sharon Taylor) — канадська актриса. Відома за виконання ролей Фаори та Амелії Бенкс у т/с Таємниці Смолвіля і Зоряна брама: Атлантида.

## Біографія
Шерон Тейлор народилася та виросла у Ванкувері, Британська Колумбія. Отримала ступінь бакалавра образотворчих мистецтв в театрі Університету Саймона Фрейзера і працювала у театрі протягом багатьох років, перш ніж зробити крок до теле- та кіновиробництва.
Шарон вивчала бойові мистецтва протягом понад 10 років і має чорний пояс з карате та кікбоксингу, завдяки чому вона отримала роль у т/с Зоряна брама: Атлантида.
Її зріст — 1,66 м.

## Фільмографія
| Актриса | Актриса                 | Актриса          | Актриса                 |
| Рік     | Фільм                   | Роль             | Примітки                |
| ------- | ----------------------- | ---------------- | ----------------------- |
| 2000    | День життя...           | Теммі            |                         |
| 2006    | To Have and to Hold     | Саллі            | Телебачення             |
| 2007    | Еврика                  | Доктор Старка    | 2 епізоди               |
| 2008    | Еліс і Чак              | Тара             |                         |
|         | Зоряна брама: Атлантида | Амелія Бенкс     | 12 епізодів             |
| 2009    | Різ                     | Амара            | 8 епізодів              |
| 2009    | Таємниці Смолвіля       | Фаора            | (7 епізодів, 2009—2010) |
| 2010    | Надприродне             | Демон перехрестя | 1 епізод                |
| 2010    | Крижаний землетрус      | Солдат Джеймі    | Телебачення             |
| 2011    | Пекло на колесах        | Індійка          | 1 епізод                |
| 2012    | Проект «Вагітність»     | Карен            | Телебачення             |
| 2012    | Ясновидець              | Жасмін Річардз   | 1 епізод                |
| 2012    | На рівень вгору         | Грінелла         | 1 епізод                |
| 2013    | Грань                   | Керол            | 1 епізод                |
| 2014    | Солдати Землі           | Місіс Хаттер     | Короткометражний фільм  |